# Porsche Tennis Grand Prix 2005 - Doppio
Il doppio del torneo di tennis Porsche Tennis Grand Prix 2005, facente parte del WTA Tour 2005, ha avuto come vincitrici Daniela Hantuchová e Anastasija Myskina che hanno battuto in finale Květa Peschke e Francesca Schiavone con il punteggio di 6–0, 3–6, 7–5.

## Teste di serie
1. Cara Black /  Rennae Stubbs (primo turno)
2. Lisa Raymond /  Samantha Stosur (primo turno)

1. Elena Lichovceva /  Alicia Molik (quarti di finale)
2. Anna-Lena Grönefeld /  Meghann Shaughnessy (primo turno)

## Tabellone

### Legenda
| - Q = Qualificato - WC = Wild card - LL = Lucky loser | - ALT = Alternate - SE = Special Exempt - PR = Protected Ranking | - w/o = Walkover - r = Ritirato - d = Squalificato |